# ОШ „Јован Јовановић Змај” Јабуковац
ОШ „Јован Јовановић Змај” у Јабуковцу основана је 1846. године и спада у ред најстаријих основних школа у општини Неготин. Име песника Јована Јовановића Змаја школа носи од 1997. године, када је промењен ранији назив ”25. мај”. Тада је установљен и нови Дан школе – 2. јун.

## Школа данас
Школа ради у три објекта. Зграда матичне школе стара је 53 године и павиљонског је типа, са мокрим чвором и централним грејањем. Школа има електричну, телефонску и водоводно-канализациону инсталацију. Поред школске зграде, матична школа има и следеће објекте: кухињу са трпезаријом и позорницом за школске приредбе, школску радионицу, котларницу, надстрешницу за огрев, магацински простор и гаражу.
Сви напред наведени школски објекти изграђени су задњих деценија уз помоћ шире друштвене заједнице, али највише захваљујући ангажовању Месне заједнице Јабуковац, средствима самодоприноса, добровољним прилозима и добровољним радом Јабуковчана.
Школски објекти подручних одељења у Вратни и на Циганском Гробљу, као и бившег подручног одељења на Појана Лунги изграђени су у исто време кад и матична школа. Задњих година су реновирани и пружају добре услове за образовно-васпитни рад.